# 김한준
김한준(1982년 3월 28일 ~ )은 대한민국의 배우이다.

## 학력
- 경민대학교 체육과

## 출연 작품

### 드라마
- 《맞짱》 (tvN, 2008년)
- 《싸인》 (SBS, 2011년) - 강용화 역
- 《쓰리 데이즈》 (SBS, 2014년) - 대통령 경호원 역
- 《너희들은 포위됐다》 (SBS, 2014년) - 유문배의 비서 역
- 《비밀의 문》 (SBS, 2014년) - 최포교 역
- 《보이스 2》(OCN, 2018년) - 하민혁 역
- 《보이스 3》(OCN, 2019년) - 하민혁 역
- 《스폰서》(iHQ, 2022년) - 닥터 오 역
- 《왜 오수재인가?》(SBS, 2022년) - 노병출 역

### 영화
- 《꽃순이를 아시나요》 (2005년)
- 《다세포 소녀》 (2006년) - 에로틱랠름교 납치단 역
- 《수쟌느》 (2007년)
- 《부..적합》 (2007년) - 덕구 역
- 《다찌마와 리: 악인이여 지옥행 급행열차를 타라!》 (2007년) - 연구원 역
- 《스위치》 (2007년)
- 《신기전》 (2008년) - 연구소 장정 역
- 《파주》 (2009년) - 철거민 7 역
- 《전우치》 (2009년) - 벽보일꾼 역
- 《포화 속으로》 (2010년) - 학도병 광일 역
- 《미생 프리퀄》 (2013년) - 남직원 역
- 《인간중독》 (2014년) - 7호네장교 역
- 《해적: 바다로 간 산적》 (2014년) - 가리비 역
- 《해무》 (2014년) - 조선족 2 역
- 《더 폰》 (2015년) - 형사 3 역
- 《나홀로 휴가》 (2016년) - 시연 남편 역
- 《행복의 나라》 (2018년) - 응급실 의사 역
- 《히트맨2》 (2025년) - 사샤 역